# Aaron Copland
Aaron Copland (14. listopadu 1900, Brooklyn, New York – 2. prosince 1990, North Tarrytown) byl americký skladatel, libretista, klavírista a dirigent.

## Život

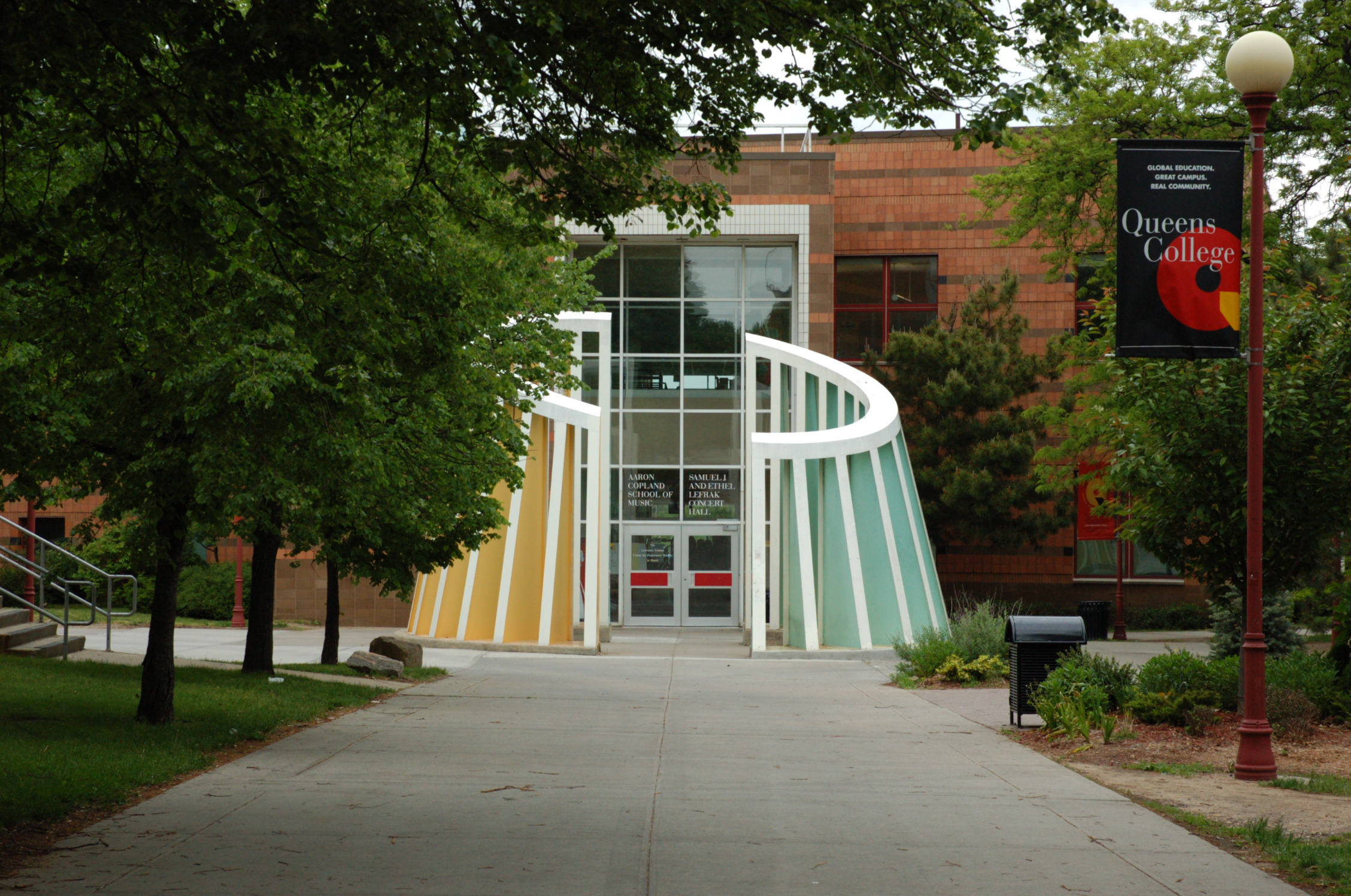
Hudební škola Aarona Coplanda (část City University of New York)

Roku 1925 debutoval jako skladatel skladbou Symfonie pro varhany a orchestr a v téhož roku dostal Guggenheimovo stipendium. V letech 1928–1931 organizoval spolu s Rogerem Sessionsem koncerty avantgardní americké hudby (Copland-Sessions Concerts). Copland je považován za nejvýznamnějšího amerického skladatele meziválečného období. V některých dílech usiloval o syntézu francouzského neoklasicismu a jazzu (Taneční symfonie, 1925, Koncert pro klavír a orchestr, 1926, suita z baletu Billy the Kid, 1938). V dalším období tuto tendenci opustil a ve velké míře se věnoval komponování hudby pro scénické útvary (balet, opera, film).

## Díla

### Opera
opera Líbezná krajina (v origin. Tender land) (1954)

### Balet
Apalačské jaro (1944)

### Orchestrální díla
Taneční symfonie (1925)
Koncert pro klavír a orchestr (1926)
Lincolnův portrét (pro recitaci a orchestr) (1942),
Kantáta o míru (pro sbor a orchestr) (1956),
Apalačské jaro (orchestrární suita)